# Pterostylis montana
Pterostylis montana là một loài thực vật có hoa trong họ Lan. Loài này được Hatch miêu tả khoa học đầu tiên năm 1949.